# Nzinga av Ndongo och Matamba
Nzinga, född 1583, död 17 december 1663, var regerande drottning av Ndongo 1624–1663 och Matamba 1631–1663 i nuvarande Angola i Afrika. Hon är också känd under namnet Njinga Mbande, Ana de Sousa Nzinga Mbande och Anna Nzinga. Hon är berömd för sin militära och diplomatiska begåvning och betraktas som en symbol för självständighet i Angola, där hon fick en gata uppkallad efter sig och en staty rest över sig vid landets självständighetsjubileum 2002.

## Etymologi
Kungen av Ndongo registrerades av kolonialmyndigheten som Ngola Kilombo och uttalades som Angola, vilket sedan blev namnet på den portugisiska kolonin. Nzingas namn registrerades som Jinga, Ginga eller Zinga. Hon döptes som vuxen och tog namnet Ana de Sousa för att hedra guvernörens hustru.

## Biografi
Nzinga var dotter till kung Kilombo av Ndongo och hans konkubin Kengela ka Nkombe. Landet hotades av portugisiska militärer och Imbangalakrigare. Portugisiska kolonisatörer krävde handel med slavar och inhemska afrikanska inkräktare ville ha mark i Ndongo. Nzinga var sin fars favorit och fick sitta med när fadern tog politiska beslut och planerade militära operationer mot landets fiender. Hon lärde sig läsa, skriva och tala portugisiska av katolska missionärer.
När Kilombo dog 1617 tvingades Nzinga i exil i Kongoriket av sin bror Mbande Kiluanji som tog över tronen i Ndongo. Handelsmän krävde mark och ökad handel med slavar. Efter en misslyckad revolt mot portugiserna, kallade kungen tillbaka Nzinga för att få hjälp med förhandlingar om fred. Förhandlingar ägde rum i Luanda 1622 med den portugisiske guvernören João Corria de Sousa. I rummet där förhandlingar skulle äga rum fanns bara en stol. Nzinga befallde sin betjänt att stå på alla fyra och använde denne som en stol. Den portugisiska delegationen imponerades av hennes självförtroende och list och ett freds- och handelsavtal kunde slutas.

### Regeringstid
Två år senare dog kung Mbandi och Nzinga besteg tronen och blev drottning. Portugiserna erkände inte henne och bröt fredsavtalet. De stödde en släkting, Ngola Hari. I kriget som följde tvingades Nzinga och hennes soldater att fly till Matamba i Kongoriket. Hari utropades till kung 1624 och tog sig namnet Felipe I de Sousa.  
Nzinga utropades till drottning i Matamba 1631 och välkomnade slavar och afrikanska soldater som rymt från portugiserna. Härifrån fortsatte hon kriget mot portugiserna.
Nzinga hade en effektiv underrättelsetjänst och startade ett gerillakrig mot portugiserna. 1641 invaderade det holländska Västindiska kompaniet Luanda och Nzinga slöt en allians med dem. 1647 deltog Nzingas styrkor i ett slag nära Massanganus fästning mot den portugisiska kolonialarmén. Efter segern drog sig Nzinga tillbaka till Matamba och utvecklade sitt rike till sin död 1663.